# A (Jethro Tull)
A is een album van de Britse progressieve-rockband Jethro Tull, uitgebracht in 1980.

## Geschiedenis
Dit album was oorspronkelijk bedoeld als soloproject van Ian Anderson; Chrysalis Records vroeg of ze een soloalbum mochten uitbrengen met bestaande akoestische nummers van Anderson. Maar dat vond hij wat te simpel; hij wilde de fans dan liever compleet nieuwe muziek aanbieden. Ian begon met schrijven van nieuwe nummers en om zich te onderscheiden van zijn werk in Jethro Tull, werden er veel elektronische invloeden in verwerkt. Dat was ook iets wat begin jaren 80 erg populair was; ook Anderson was daarin geïnteresseerd.
Hij vroeg de gitarist Martin Barre en bassist David Pegg van Jethro Tull om mee te doen met het project. Eddie Jobson (medeoprichter van U.K., het voorprogramma van Jethro Tull tijdens de Stormwatch-tour) werd gevraagd voor keyboard en elektrische viool en hij adviseerde Mark Craney als drummer. James Duncan, de zoon van Anderson, is te horen als het kinderstemmetje bij het nummer Batteries Not Included.
Toen het album klaar was werd duidelijk dat dit toch niet omschreven kon worden als soloalbum en mede daarom werd besloten het als Jethro Tull album uit te brengen. Met de consequentie dat de drie andere leden, Barriemore Barlow, John Evan en David Palmer, niet meer in de band zaten. Dit is Anderson door fans wel kwalijk genomen, maar het is nooit bevestigd dat dit de enige reden is van de line-up wisseling. Vooral de verstandhouding tussen Anderson en Barlow is lange tijd verstoord geweest, dus er moet iets gebeurd zijn.
De titel A stond geschreven op de tape-doosjes en is afgeleid van Anderson. Bij gebrek aan een betere naam is dit ook de titel van het album geworden, en het gaf goede mogelijkheden voor een tourlogo.

## Nummers
1. Crossfire
2. Fylingdale Flyer
3. Working John, Working Joe
4. Black Sunday
5. Protect and Survive
6. Batteries Not Included
7. Uniform
8. 4.W.D. (Low Ratio)
9. The Pine Martin's Jig
10. And Further On

Bonus-dvd Slipstream bij de digitaal geremasterde versie:
1. Black Sunday
2. Dun Ringill
3. Fylingdale Flyer
4. Songs from the Wood
5. Heavy Horses
6. Sweet Dream
7. Too Old to Rock 'n' Roll: Too Young to Die!
8. Skating Away on the Thin Ice of the New Day
9. Aqualung
10. Locomotive Breath

## Bezetting
- Ian Anderson (zang, dwarsfluit)
- Martin Barre (gitaar)
- Dave Pegg (basgitaar)
- Mark Craney (drums)

Gastmuzikant:
- Eddie Jobson (keyboards, elektrische viool)
- James Duncan (kinderstem)